# Magdalene Schauß-Flake
Magdalene Schauß-Flake (* 25. Juli 1921 in Essen; † 24. September 2008) war eine deutsche Kirchenmusikerin und Komponistin.
Frau Schauß-Flake studierte Kirchenmusik (B-Examen) an der Folkwangschule in Essen und in Berlin (A-Examen). Während ihres Studiums arbeitete sie als Jazzmusikerin in Lokalen. Ihre Lehrer waren Siegfried Reda, Ludwig Weber und Hans Chemin-Petit. Nach dem Studium wirkte sie zunächst einige Zeit als Dozentin an der Musikhochschule in Stettin, gefolgt von einer Tätigkeit als Kirchenmusikerin in Anklam (zwischen 1942 und 1945), Essen-Kupferdreh und Essen-Altendorf. Später lebte sie mit ihrer Familie zunächst in Bergen bei Kirn und ab 1960 in Burgsponheim. Sie war mit dem Theologen Schauß verheiratet, mit dem sie drei gemeinsame Kinder hatte. Sie konzertierte als Organistin in Europa und den USA. Ihren Lebensabend verbrachte sie in einem Kurstift in Bad Kreuznach. Sie fand ihre letzte Ruhestätte in Burgsponheim.

## Werke
- Fanfare für Blechbläser (2006)
- Konzert für Blechbläser, Schlagwerk und Pauken (2002)
- Concertino für Solotrompete, Soloposaune und Bläserensemble (1998)
- Dorische Intrade
- Sonate für Trompete und Orgel
- Jesus am See Genezareth
- Hommáge à J. S. Bach: „Jesu meine Freude“, Partita für Blechbläser
- Kirchentagsruf über „Christ ist erstanden“
- Burleske für 4 Tuben und Schlagzeug

## Auszeichnungen
- Peter-Cornelius-Plakette des Landes Rheinland-Pfalz (1997)
- EPiD-Medaille und Bach-Urkunde des Evangelischen Posaunendienst in Deutschland (2006)[1]